# Мальтинское муниципальное образование
Мальтинское муниципальное образование — упразднённое сельское поселение в Усольском районе Иркутской области Российской Федерации.
Административный центр — село Мальта.
В январе 2017 года жители села Мальта проголосовали за ликвидацию Мальтинского МО и вхождение села в Белореченское МО. Несмотря на то, что фактически село Мальта и пос. Белореченский уже давно составляют один населенный пункт, после объединения село Мальта юридически сохранит свое существование, но в составе Белореченского МО. Создание нового МО планируется завершить к сентябрю 2017 года. Население объединенного Белореченского МО составит около 12 тыс. человек.
Законом Иркутской области от 25 мая 2017 года № 31-ОЗ с 10 июня 2017 года были преобразованы, путём их объединения, Белореченское муниципальное образование и Мальтинское муниципальное образование — в Белореченское городское муниципальное образование.

## Население
| 2010  | 2011  | 2012  | 2013  | 2014  | 2015  | 2016  |
| ----- | ----- | ----- | ----- | ----- | ----- | ----- |
| 2817  | ↗2818 | ↗2920 | ↘2919 | ↗3002 | ↗3099 | ↗3175 |
| 2017  |       |       |       |       |       |       |
| ↗3260 |       |       |       |       |       |       |

По результатам Всероссийской переписи населения 2010 года численность населения муниципального образования составила 2817 человек, в том числе 1364 мужчины и 1453 женщины.

## Состав сельского поселения
| № | Населённый пункт | Тип населённого пункта       | Население |
| - | ---------------- | ---------------------------- | --------- |
| 1 | Мальта           | село, административный центр | ↗3260     |